# Vòng loại Giải vô địch bóng đá nữ châu Âu 2017 (vòng sơ loại)
Vòng sơ loại của vòng loại Giải vô địch bóng đá nữ châu Âu 2017 bao gồm tám đội tuyển có thứ hạng thấp nhất trong số 46 đội dự vòng loại: Andorra, Quần đảo Faroe, Gruzia, Latvia, Litva, Luxembourg, Malta và Moldova.
Mỗi bảng thi đấu vòng tròn một lượt tại một quốc gia chủ nhà. Hai đội đầu bảng lọt vào vòng bảng vòng loại.
Giờ thi đấu là CEST (UTC+2).

## Bảng 1
| VT | Đội         | ST | T | H | B | BT | BB | HS | Đ | Giành quyền tham dự |     |     |     |     |   |
| -- | ----------- | -- | - | - | - | -- | -- | -- | - | ------------------- | --- | --- | --- | --- | - |
| 1  | Moldova (H) | 3  | 2 | 0 | 1 | 5  | 1  | +4 | 6 | Vòng bảng vòng loại |     | —   | 0–1 | 2–0 | — |
| 2  | Latvia      | 3  | 1 | 1 | 1 | 5  | 5  | 0  | 4 |                     |     | —   | —   | 1–1 | — |
| 3  | Litva       | 3  | 1 | 1 | 1 | 3  | 3  | 0  | 4 |                     | —   | —   | —   | 2–0 |   |
| 4  | Luxembourg  | 3  | 1 | 0 | 2 | 4  | 8  | −4 | 3 |                     | 0–3 | 4–3 | —   | —   |   |

| Luxembourg                                              | 4–3      | Latvia                                   |
| ------------------------------------------------------- | -------- | ---------------------------------------- |
| Bidermane 44' (l.n.) · Birkel 60' · Thompson 69', 90+5' | Chi tiết | Voitāne 17' · Fedotova 57' · Vāciete 72' |

| Moldova                    | 2–0      | Litva |
| -------------------------- | -------- | ----- |
| Chiper 68' · Porojniuc 85' | Chi tiết |       |

| Litva                           | 2–0      | Luxembourg |
| ------------------------------- | -------- | ---------- |
| Vanagaitė 16' · Imanalijeva 86' | Chi tiết |            |

| Moldova | 0–1      | Latvia      |
| ------- | -------- | ----------- |
|         | Chi tiết | Vāciete 26' |

| Luxembourg | 0–3      | Moldova                      |
| ---------- | -------- | ---------------------------- |
|            | Chi tiết | Chiper 13', 86' · Andone 87' |

| Latvia      | 1–1      | Litva           |
| ----------- | -------- | --------------- |
| Vāciete 70' | Chi tiết | Imanalijeva 38' |

## Bảng 2
| VT | Đội            | ST | T | H | B | BT | BB | HS  | Đ | Giành quyền tham dự |     |     |     |     |     |
| -- | -------------- | -- | - | - | - | -- | -- | --- | - | ------------------- | --- | --- | --- | --- | --- |
| 1  | Gruzia         | 3  | 2 | 0 | 1 | 10 | 2  | +8  | 6 | Vòng bảng vòng loại |     | —   | 2–0 | 1–2 | —   |
| 2  | Quần đảo Faroe | 3  | 2 | 0 | 1 | 12 | 4  | +8  | 6 |                     |     | —   | —   | —   | 8–0 |
| 3  | Malta (H)      | 3  | 2 | 0 | 1 | 9  | 8  | +1  | 6 |                     | —   | 2–4 | —   | —   |     |
| 4  | Andorra        | 3  | 0 | 0 | 3 | 3  | 20 | −17 | 0 |                     | 0–7 | —   | 3–5 | —   |     |

1. 1 2 3  Xếp theo thành tích đối đầu (Gruzia: 3đ, HS +1; Quần đảo Faroe: 3đ, HS 0; Malta: 3đ, HS −1).

| Gruzia                         | 2–0      | Quần đảo Faroe |
| ------------------------------ | -------- | -------------- |
| Matveeva 22' · Chichinadze 89' | Chi tiết |                |

| Andorra                                    | 3–5      | Malta                                                |
| ------------------------------------------ | -------- | ---------------------------------------------------- |
| López 3' · Gonçalves 57' · Fernández 90+3' | Chi tiết | Cuschieri 5', 21' · Theuma 24', 51' · Carabott 45+2' |

| Quần đảo Faroe                                                                                        | 8–0      | Andorra |
| --- | -------- | ------- |
| Andreasen 20' (ph.đ.), 45+1', 83' (ph.đ.), 90+2' · H. Sevdal 49', 62' · F. Danielsen 69' · Arge 90+3' | Chi tiết |         |

| Gruzia                  | 1–2      | Malta                     |
| ----------------------- | -------- | ------------------------- |
| Chichinadze 55' (ph.đ.) | Chi tiết | Carabott 47' · Theuma 90' |

| Malta                      | 2–4      | Quần đảo Faroe                                    |
| -------------------------- | -------- | ------------------------------------------------- |
| Carabott 39' · M. Borg 49' | Chi tiết | Andreasen 13' · Simonsen 15' · H. Sevdal 53', 90' |

| Andorra | 0–7      | Gruzia                                                                  |
| ------- | -------- | ----------------------------------------------------------------------- |
|         | Chi tiết | Matveeva 3', 6' · Chichinadze 25' · Tchkonia 26', 69' (ph.đ.), 83', 85' |

## Cầu thủ ghi bàn
5 bàn
- Rannvá Andreasen

4 bàn
- Khatia Tchkonia
- Heidi Sevdal

3 bàn
- Lela Chichinadze
- Tatiana Matveeva
- Liene Vāciete
- Ylenia Carabott
- Dorianne Theuma
- Claudia Chiper

2 bàn
- Rasa Imanalijeva
- Amy Thompson
- Rachel Cuschieri

1 bàn
- Marina Fernández
- Bibiana Gonçalves
- Alba López
- Renāte Fedotova
- Sandra Voitāne
- Sonata Vanagaitė
- Jessica Birkel
- Martina Borg
- Ludmila Andone
- Elena Porojniuc
- Lív Arge
- Fríðrún Danielsen
- Milja Simonsen

Phản lưới nhà
- Ieva Bidermane (gặp Luxembourg)